# Shih Kien
Shih Kien (chin. trad. 石堅, chin. upr. 石坚, pinyin Shǐ Jián; ur. 1 stycznia 1913, zm. 3 czerwca 2009 w Hongkongu) – chiński aktor.
Shih Kien wystąpił w filmie Wejście smoka, gdzie grał przeciwnika Bruce’a Lee, Hana (głosu postaci użyczył Keye Luke, gdyż Kien nie znał angielskiego). Dzięki tej roli nazwisko aktora zawsze kojarzone było ze złym charakterem. W 1993 roku przeszedł na emeryturę.
Kien zmarł na niewydolność nerek 3 czerwca 2009 roku w wieku 96 lat.